# جارد لي غوسلين
جارد لي غوسلين (بالإنجليزية: Jared Lee Gosselin)‏ هو ملحن ومنتج أسطوانات أمريكي، ولد في 23 يونيو 1981 في ديترويت في الولايات المتحدة.

## وصلات خارجية
- جارد لي غوسلين على موقع IMDb (الإنجليزية)